# Courtney Fells
Courtney Fells, né le 20 septembre 1986, à Shannon, dans l'État du Mississippi est un joueur américain de basket-ball. Il évolue au poste d'ailier.